# Hypochrysops felderi
Hypochrysops felderi är en fjärilsart som beskrevs av Charles Oberthür 1894. Hypochrysops felderi ingår i släktet Hypochrysops och familjen juvelvingar. Inga underarter finns listade i Catalogue of Life.